# 晏頓街

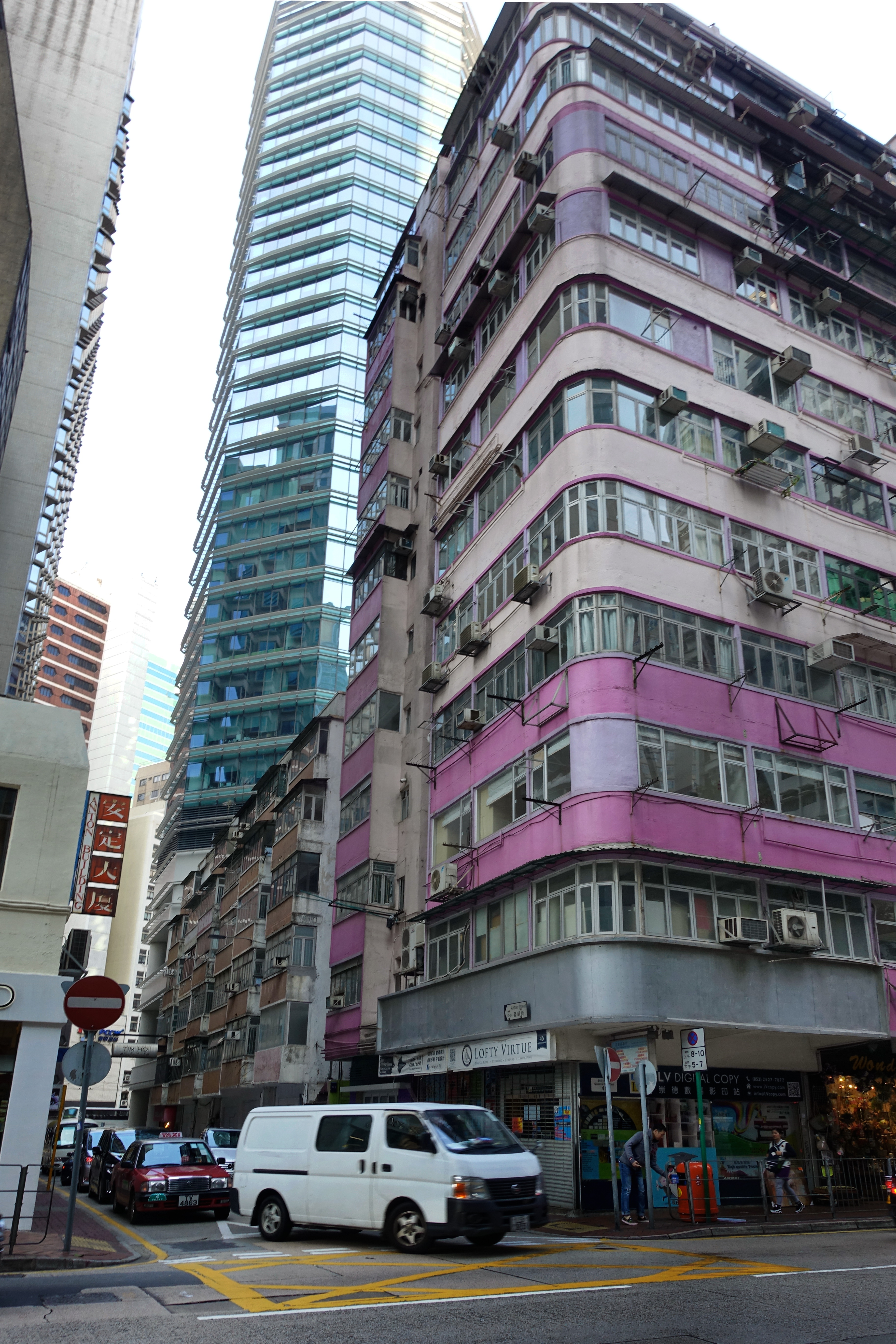
晏頓街與皇后大道東的交界

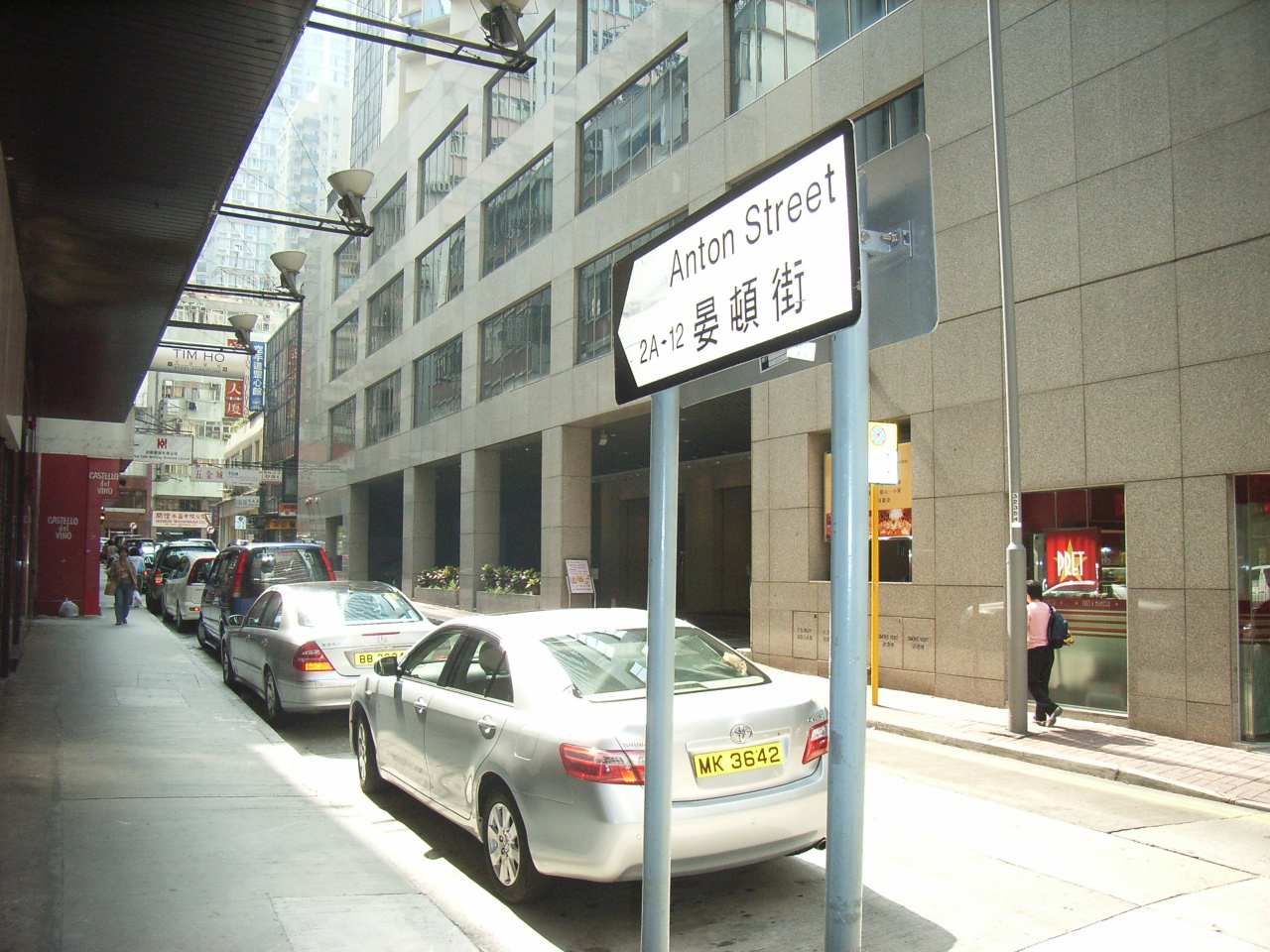
晏頓街以北端的路牌

晏頓街（英語：Anton Street），是位於香港香港島灣仔區灣仔的一條行車及行人路。 晏頓街位於皇后大道東44號以北，軒尼詩道22號以南。
晏頓街雙線由北至南行車，但是由於長期有車輛違例停泊路旁，此行車道只能單線行車。 晏頓街鄰近軒尼詩道28號、衛蘭軒、大生商業大廈、熙信大廈、太古廣場3座，鄰近香港地鐵金鐘站連接太古廣場3座的出入口。

## 外部連線
- 灣仔晏頓街地圖 （页面存档备份，存于）